# Organización territorial de Guinea-Bisáu
El territorio de Guinea-Bisáu está dividido, a efectos político-administrativos, en regiones (regiões), sectores y secciones (secções), aunque su constitución prevé la creación de otras formas de subdivisiones, si fuese necesario para contemplar alguna especificidad particular.
Guinea-Bisáu está dividida administrativamente en 8 regiones y un sector autónomo:
- Bafatá (Capital: Bafatá)
- Biombo (Capital: Quinhamel)
- Sector autónomo de Bisáu (Capital: Bisáu)
- Bolama (Capital: Bolama)
- Cacheu (Capital: Cacheu)
- Gabú (Capital: Gabú)
- Oio (Capital: Farim)
- Quinara (Capital: Buba)
- Tombali (Capital: Catió)